# Veredinha

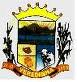
Escudo de Veredinha

Veredinha es un municipio brasileño del estado de Minas Gerais. Posee una población bastante rica en términos de artesanía. Es una ciudad que viene expandiéndose con el tiempo.

## Historia
- Fundación: 22 de diciembre de 1995 (29 años).

Su vegetación está basada en el tipo de bioma del cerrado y el municipio de Veredinha es cortado por el río Itamarandiba y por el río Araçuai.
En el pasado, Veredinha era conocida como Vendinhas, por el hecho de solo haber una venta, después, cuando surgieron las primeras casas, el nombre cambió a Veredinha, a causa de las veredas que existen alrededor de la ciudad.
Veredinha mantiene una fuerte religiosidad, con fiestas populares y tradicionales, la fiesta más tradicional es la Fiesta del Peão de Boiadeiro, que reúne una legión de personas montadas en animales. Surgió simplemente como a quema del judas, pero después se transformó en la gran Fiesta del Peão, que hoy es realizada siempre a finales del mes de abril. La fiesta del divino mantiene las mismas características, con Emperador y Imperatriz, y su cortejo pasando por la calle principal de la ciudad, la Fiesta del Divino es siempre realizada el mes de julio. Aún cuenta con algunas otras fiestas religiosas, como ser la Fiesta de Son Vicente de Paulo, y la Fiesta de Santa Rita.
En las comunidades rurales de Verediha, las fiestas religiosas también son muy fuertes, y aún cuenta con participaciones de grupos folclóricos como los Marujeiros. El distrito de Mendonça tiene grupos como las Mujeres Cantadoras, un grupo de señoras de la tercera edad que animan las subastas del distrito, y aún cuentan con corales que adornan y alegran las misas locales, como el Coral de los Hombres.
Pero el coral de mayor expresión es el Coral Voces de las Veredas, también conocido como Coral de Veredinha o de las Niñas de Veredinha. El Coral ya se presentó en el Palacio de los Artes (2006), para el Gov. Aécio Nieves en el Palacio de la Libertad (2008) y ya participó de diversas ediciones del Festival Internacional de Corales en Bello Horizonte. En el año de 2005, el Coro Voces de las Veredas grabó su primer CD, titulado "Una Esquina Nueva en un Cantinho del Valle". El coral proyectó la ciudad de Veredinha, juntamente con la artesanía local, para Brasil.